# 摩根士丹利
摩根士丹利（：MS；俗稱「摩利」或「大摩」）是一家成立于美国纽约的国际金融服务公司，提供包括证券、资产管理、企业合并重组和信用卡等金融服务。摩根士丹利目前在全球42个国家的1300多个城市设有代表处，雇员总数达6万多人，公司的客戶包括公司，政府，機構和個人。摩根士丹利在2008年9月将公司的注册地位更改为“银行控股公司”。
老摩根士丹利成立于1935年9月16日，最早由J. P. Morgan公司合伙人亨利·斯特吉斯·摩根（约翰·皮尔庞特·摩根之孙）以及哈罗德·士丹利等人创办，新公司的成立是应《格拉斯-斯蒂格尔法案》的要求——商业银行和投资银行业务的必须分离。成立的第一年内，老摩根士丹利负责操盘24%的市场总市值（11亿美金）。
新摩根士丹利成立于1997年，由老摩根士丹利和添惠·发现公司合并而成，添惠公司的董事长及CEO裴熙亮就任新公司的董事长及CEO，新公司命名为“摩根士丹利·添惠·发现公司（Morgan Stanley Dean Witter Discover & Co.）”。2001年，新公司最终重新更名为“摩根士丹利（Morgan Stanley）”。新摩根士丹利的主要业务范围是证券管理、财富管理以及投资管理。

## 歷史

### 創立初期（1935-1997）
1933年美国经历大萧条，美国国会通过《格拉斯-斯蒂格尔法案》，禁止公司同时提供商业银行与投资银行服务。摩根大通的董事会成员亨利·斯特吉斯·摩根和哈罗德·士丹利以及其他人合伙创办了摩根士丹利公司，摩根士丹利作为一家投资银行于1935年9月5日在纽约成立并于9月16号正式开业，而摩根大通则转变为一家纯商业银行。1941年摩根士丹利与纽约证券交易所合作，成为该证交所的合作伙伴。
摩根士丹利在20世纪70年代迅速扩张，雇员从250多人迅速增长到超过1,700人，并开始在全球范围内发展业务。1986年摩根士丹利在纽约证券交易所挂牌交易。进入20世纪90年代后，摩根士丹利进一步扩张，1995年收购一家资产管理公司。

### 合併（1997-至今）
1997年，摩根士丹利与西尔斯公司下设的投资银行添惠·发现公司（Dean Witter Discover & Co.）合并，并更名为“摩根士丹利·添惠·发现公司（Morgan Stanley Dean Witter Discover & Co.）。新公司最初的名称由原来的两家公司名称共同组成，目的是为了防止两家公司的管理层人员互相产生敌对情绪。 1998年，新公司更名为“摩根士丹利·添惠公司（Morgan Stanley Dean Witter & Co.）”。

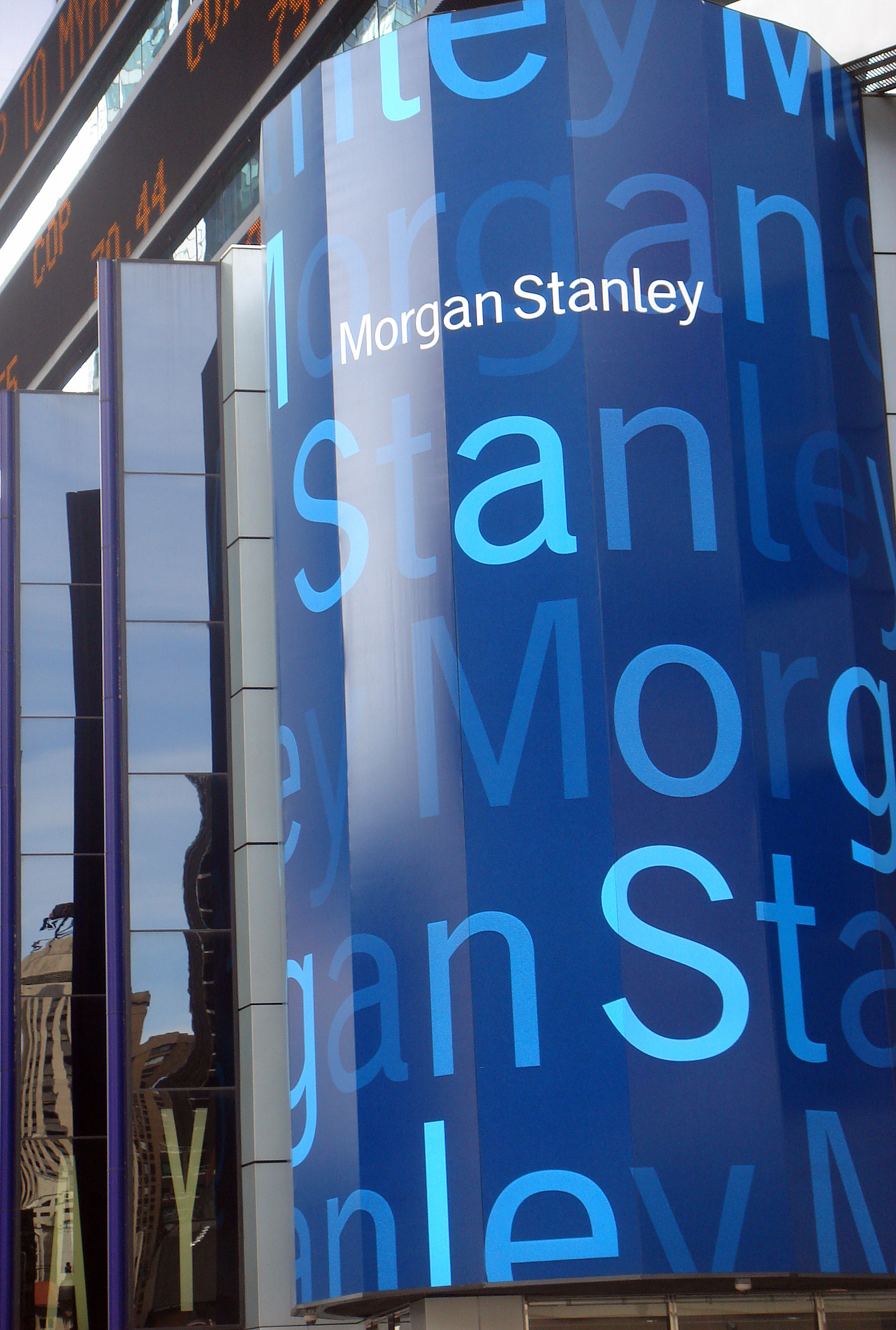
時代廣場總部

老摩根士丹利与添惠公司的合并使得美国金融界两位最具个性的银行家带到一起：摩根士丹利的麦晋桁（John Mack）与添惠的裴熙亮（Philip Purcell），两人的冲突最终以2001年7月麦晋桁的离职结束，从此之后裴熙亮开始担任着摩根士丹利主席兼全球首席执行官的职务。在他的带领下摩根士丹利逐渐发展成为全方位的金融服务公司，它能够提供一站式的多种金融产品。2001年，新公司最终重新更名为“摩根士丹利（Morgan Stanley）”，尽管在合并后的90年代末公司一直试图向外界保持公司创始人迪恩·威特（Dean G. Witter）的形象。
在2001年的911事件中，摩根士丹利丧失13位員工與世界贸易中心中120万平方英尺的办公空间，但其餘兩千六百多位員工都生還。
2005年麦晋桁重返摩根士丹利，并接替裴熙亮再度出任主席兼首席执行官。
美國最後兩家主要投資銀行摩根士丹利和高盛均於2008年9月22日宣布，它們將成為美聯儲監管的傳統銀行控股公司。美聯準（Fed）批准其成為銀行的這一舉動，結束了證券公司的優勢地位，這是在國會將其與接受存款的貸款銀行分離之後的75年，並且遏止了數週使雷曼兄弟控股公司破產和導致了對美林證券向美國銀行的緊急出售的混亂局面。
日本最大的銀行三菱UFJ金融集團於2008年9月29日投資90億美元直接購買了摩根士丹利21％的股權。這可能是有史以來最大的收購交易。對三菱能否在2008年10月股票市場動盪期間完成交易的擔憂導致摩根士丹利的股價急劇下跌至1994年見過的低水平。三菱UFJ於2008年10月14日完成在摩根士丹利21％股權的收購後，情況得以恢復。
2009年1月12日，摩根士丹利和花旗集团成立新合資公司摩根士丹利美邦公司（Morgan Stanley Smith Barney），这使得摩根士丹利成為全球最大的券商，擁有着20,390位營業員、管理着1.7兆美元客戶資產。花旗集团以100%的美邦證券、澳洲美邦以及在英國提供私人投資管理服務的Quilter的股權及27億美元現金（但不含花旗私人銀行以及日本的Nikko Cordial證券）取得摩根士丹利美邦公司49%的股份。摩根士丹利则以旗下全球財富管理事業100％的股權取得摩根士丹利美邦公司51%的股權。
2009年10月21日，摩根士丹利將旗下零售投資管理業務（包括Van Kampen部門）以15億美元的股票和現金折合价格出售給美國景順資產管理公司（Invesco Ltd.）。2011年7月21日三菱UFJ銀行将持有的摩根士丹利優先股轉換為22.4%的摩根士丹利普通股。
2012年9月11日，摩根士丹利和花旗集團同意將雙方的合資券商摩根士丹利美邦估值定為135億美元，解決持續數月的爭端。根據協議，摩根士丹利將再買入摩根士丹利美邦的14％股份，並在2015年6月1日前購入花旗持有的餘下35％股權。
2013年，摩根士丹利收购了花旗集团手中的摩根士丹利美邦公司（Morgan Stanley Smith Barney）的股份，取得对摩根士丹利美邦公司的全权控制权。
摩根士丹利的总部位于美国纽约市的曼哈顿的一个75万平方英尺的办公大楼。目前摩根士丹利涉足的金融领域包括股票、债券、外汇、基金、期货、投资银行、证券包销、企业金融咨询、机构性企业营销、房地产、私人财富管理、直接投资、机构投资管理等。
2019年2月12日摩根士丹利以每股19.15加元現金，斥资約9億美元收購加拿大僱員股份計劃管理商Solium Capital
2020年2月21日摩根士丹利以1.0432份股份換一股億創理財（E*Trade）股份，相當於每股58.74美元，斥資130億美元收購億創理財（E*Trade）

## 組織
摩根士丹利总公司下设9个部门，包括：
- 股票研究部
- 投资银行部
- 私人财富管理部
- 外汇／债券部
- 商品交易部
- 固定收益研究部
- 投资管理部
- 直接投资部
- 机构股票部

## 在外国的分支机构

### 亚洲地区
摩根士丹利亞太地區總部設於香港，
雇员约2,000余人，其中约有1,500人在中国大陆、港澳和台湾工作，在香港、北京、上海和台北设办事处。

#### 中国大陆
1995年8月，摩根士丹利与中国建设银行合资组建中国国际金融有限公司，2010年将其34.3%股权全部出售，退出中金。摩根士丹利也因此成为首家在中国内地建立合资投资银行的国际金融公司。通过在中国的合资银行，摩根士丹利得以为许多中国公司提供在海外上市的服务，包括中国联通、中石化和中国电信等，筹得的总资金超过100亿美元。
摩根士丹利在中国部分公司的控股情况如下：
- 摩根士丹利基金管理（中国）有限公司（100%）
- 摩根士丹利國際銀行（中國）有限公司（原珠海南通銀行）（100%）
- 摩根士丹利证券（中国）有限公司（94%）
- 摩根士丹利期货（中国）有限公司（100%）
- 摩根士丹利海外投资基金管理（上海）有限公司（100%）
- 摩根士丹利（中国）股权投资管理有限公司（100%）

### 欧洲地区
摩根士丹利在欧洲地区的总部位于英国伦敦。

## 慈善活動
在香港，摩根士丹利一向支持慈善基金「愛心聖誕大行動（Operation Santa Claus）」的籌款活動。在2015年12月，由超過七十名高層組成的「摩根士丹利董事合唱團」，在香港地區總部環球貿易廣場唱聖誕歌，領唱者為亞太區聯席首席執行官高浩灃，並有龍耳及香港保護兒童協會一群受惠人士一起伴唱。